# 高雄左營孔子廟
22°41′20″N 120°17′54″E / 22.6889832°N 120.2983510°E
高雄孔子廟，位於高雄市左營區蓮潭路400號蓮池潭北岸，毗鄰半屏山，佔地六千餘平方公尺，建地為一千八百餘平方公尺，是一棟仿中國北方宮殿式的建築，建築宏偉堂皇。自民國六十三年（1974年）六月動工，至六十五年（1976年）八月落成，包括大成殿、大成門、東西廡、崇聖祠、櫺星門、禮門與義路坊、明倫堂與泮宮坊、萬仞宮牆、泮池與拱橋等建置完備，另附設有黌門、文昌祠及書院等附屬建物。

## 源起
高雄左營鳳山舊城孔子廟始建於清康熙二十三年（1684年），為鳳山縣首任知縣楊芳聲創建，目前僅存崇聖祠及祠後碑林，位於左營區舊城國小校區內，為市定古蹟。民國六十二年（1973年）左營孔廟由王玉雲擇定於鳳山舊城孔廟的東北方新建。

## 建築
全域建物除廡廊及黌門、明倫堂、文昌祠、書院覆以綠色琉璃瓦頂外，大成殿、大成門、崇聖祠等主要核心殿宇覆以黃色琉璃瓦。結構依照宋·李明仲的《营造法式》設計仿宋代建築形式，色彩以黑色為柱基，朱紅色巨柱、門及窗襯以白色假石雕欄，分為夏、商、周三代之代表顏色，隱含傳承文化道統的精神。

### 大成殿
大成殿採曲阜孔廟規制仿北京故宮太和殿為重檐宮殿式建築，殿前為崇基的露台或稱為「月台」，供祭孔釋奠典禮時佾舞所用；殿內供奉「大成至聖先師孔子」神位，東西兩旁則分別供奉四配及十二哲，屋頂飾有手工繪製「蟠龍彩鳳」藻井，殿內四個角落展示有釋奠典禮的各式樂器及禮器，並附有介紹相關器物的解說牌。

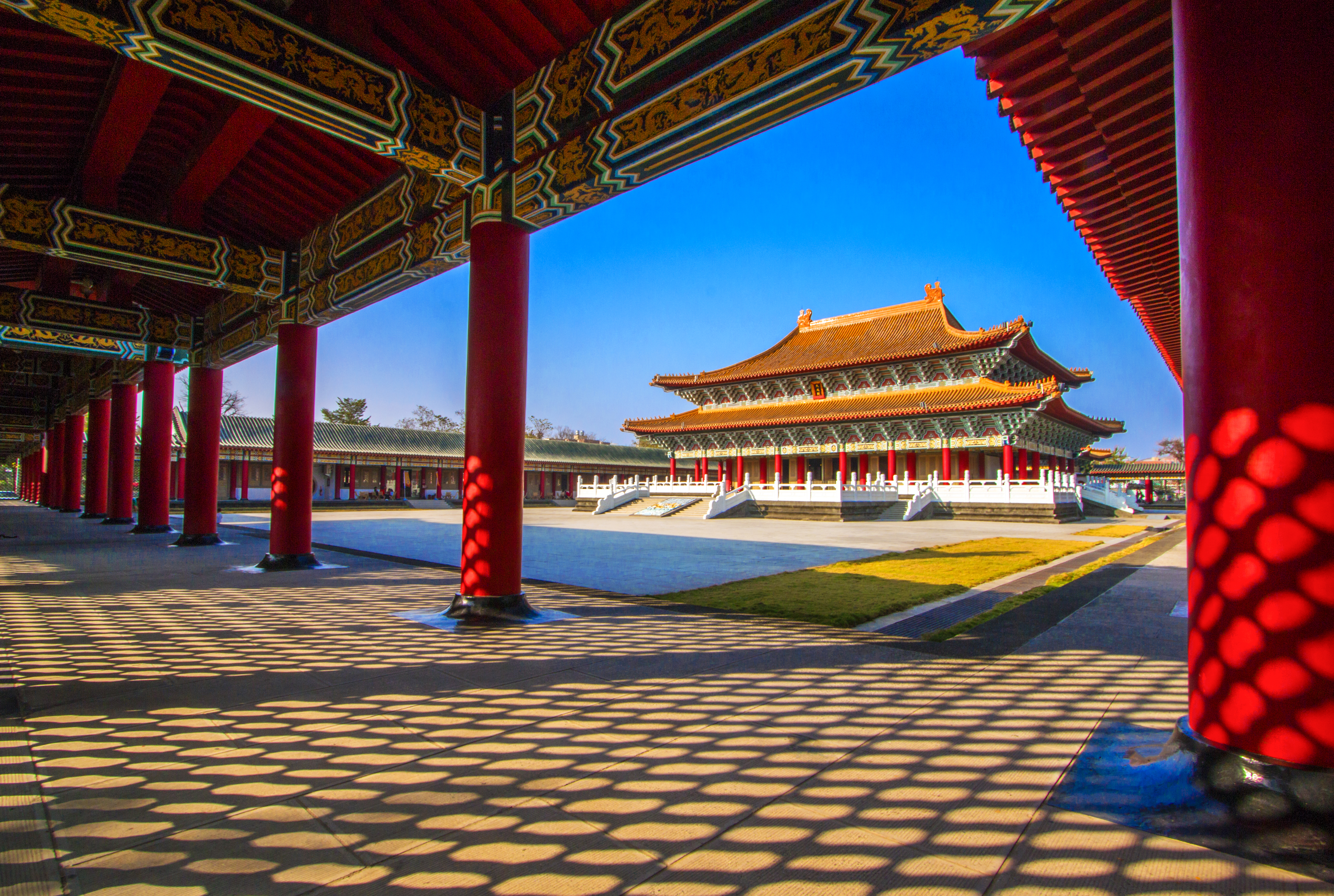
大成殿
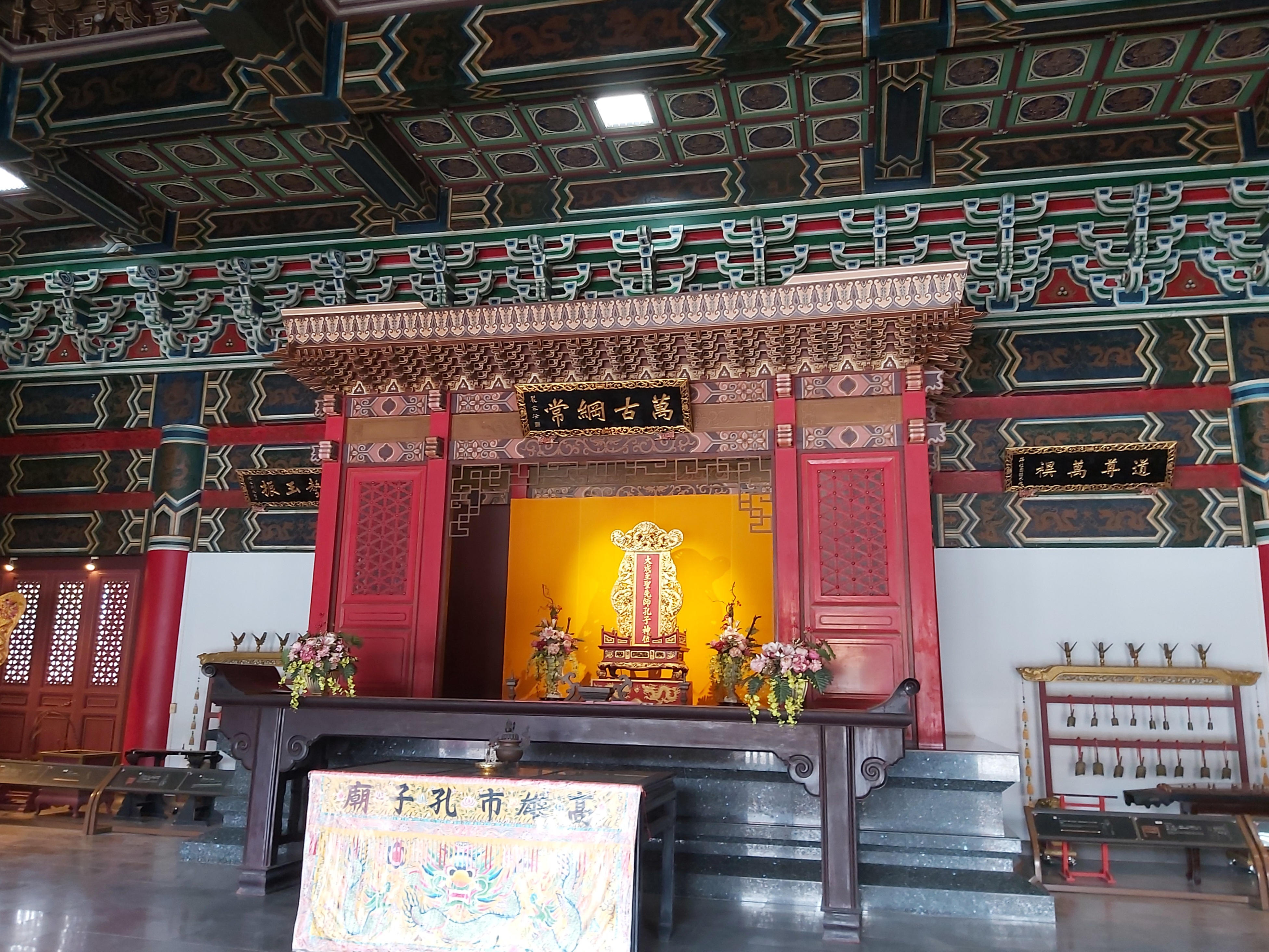
大成至聖先師孔子神位
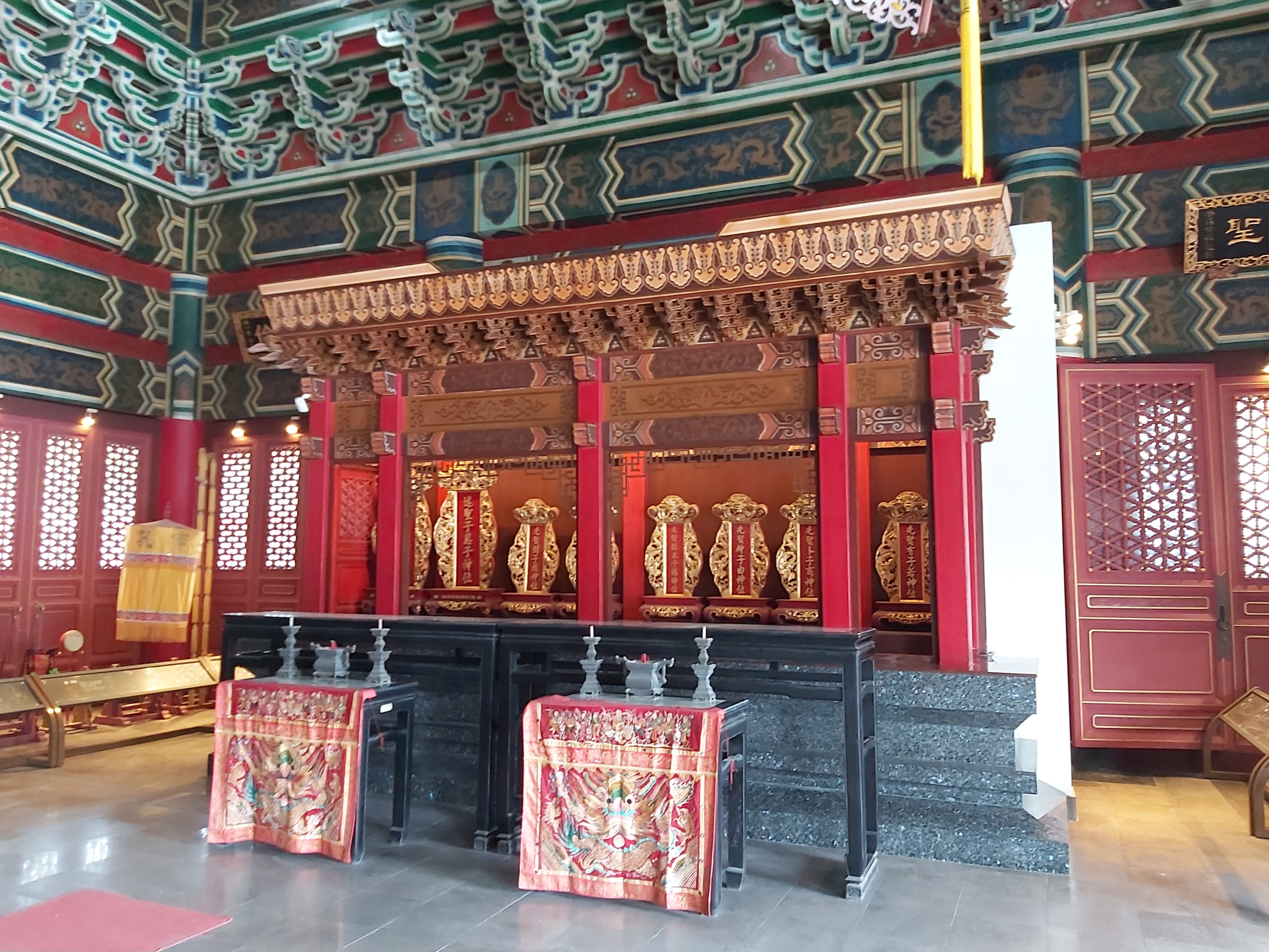
四配十二哲神位
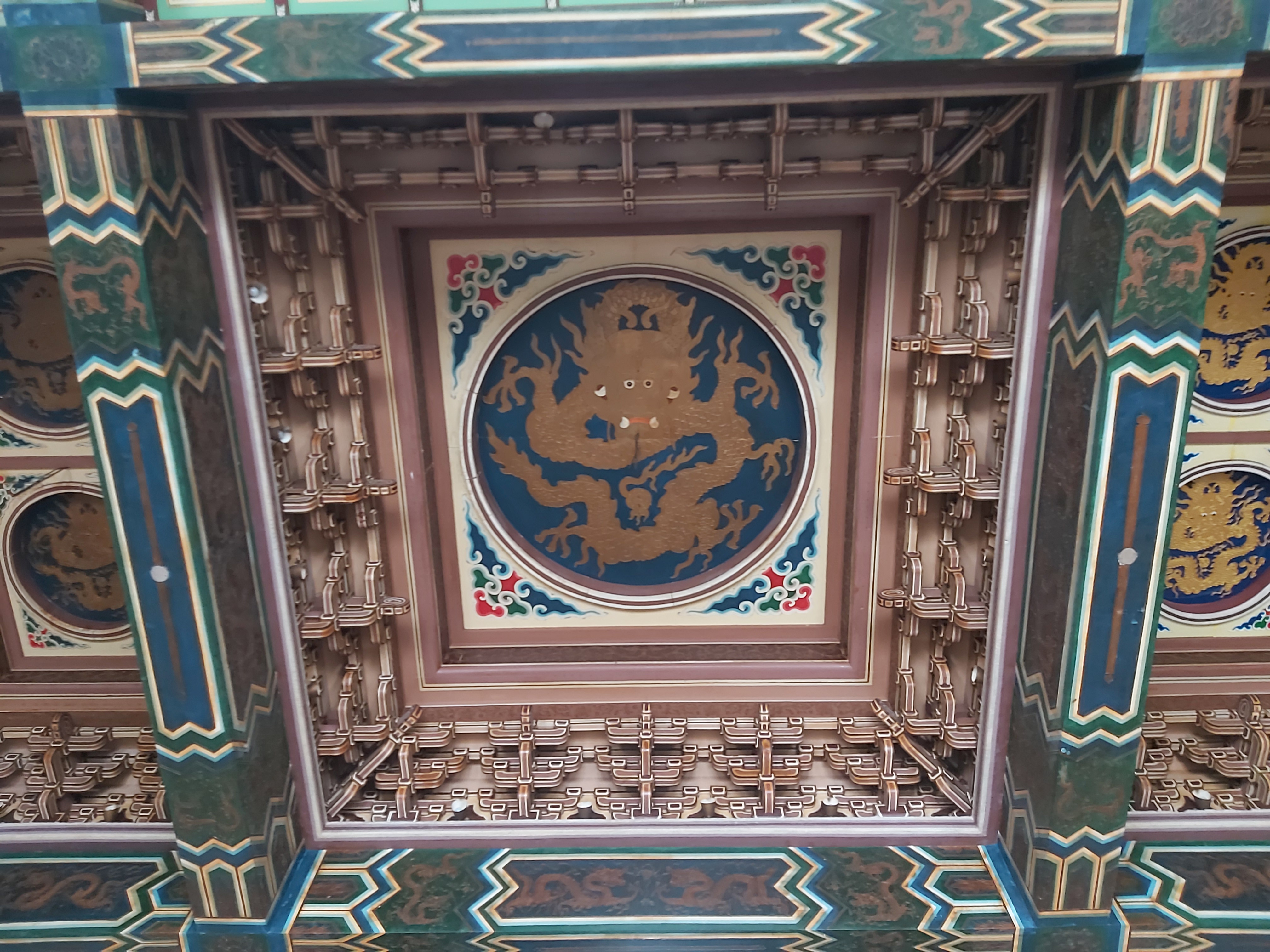
藻井

### 崇聖祠
位於大成殿正後方，又名「聖祖殿」，殿內奉祀孔子五代祖先及四配與宋代先賢周敦頤、張載、二程、朱熹和蔡沈的父親。

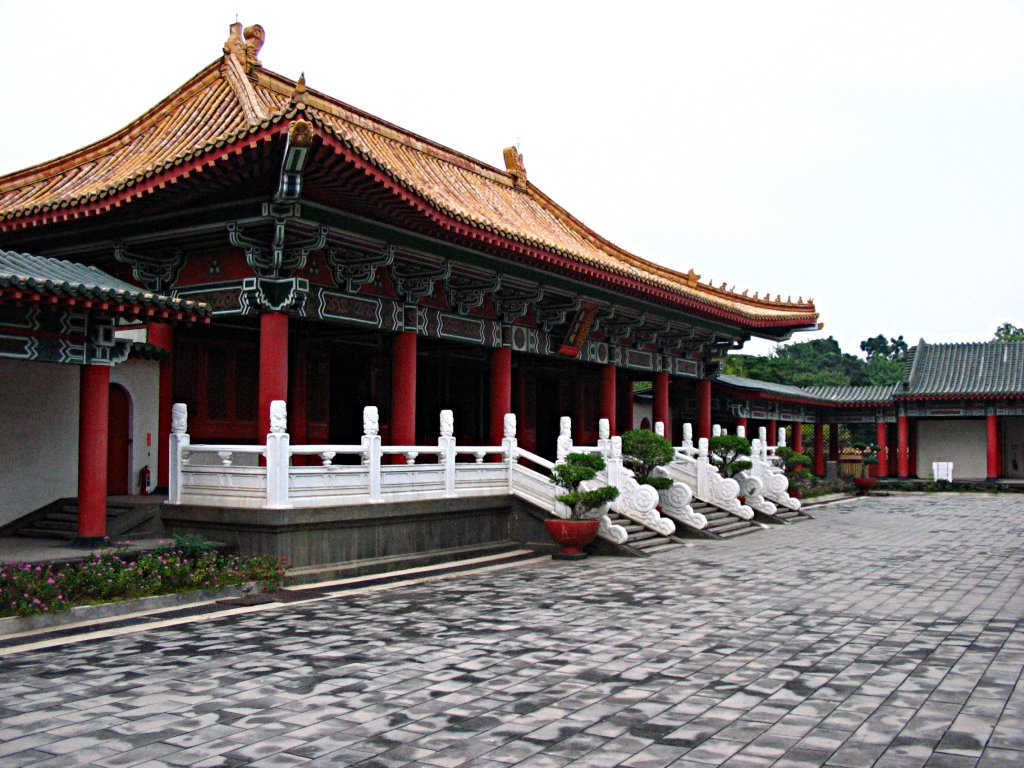
崇聖祠
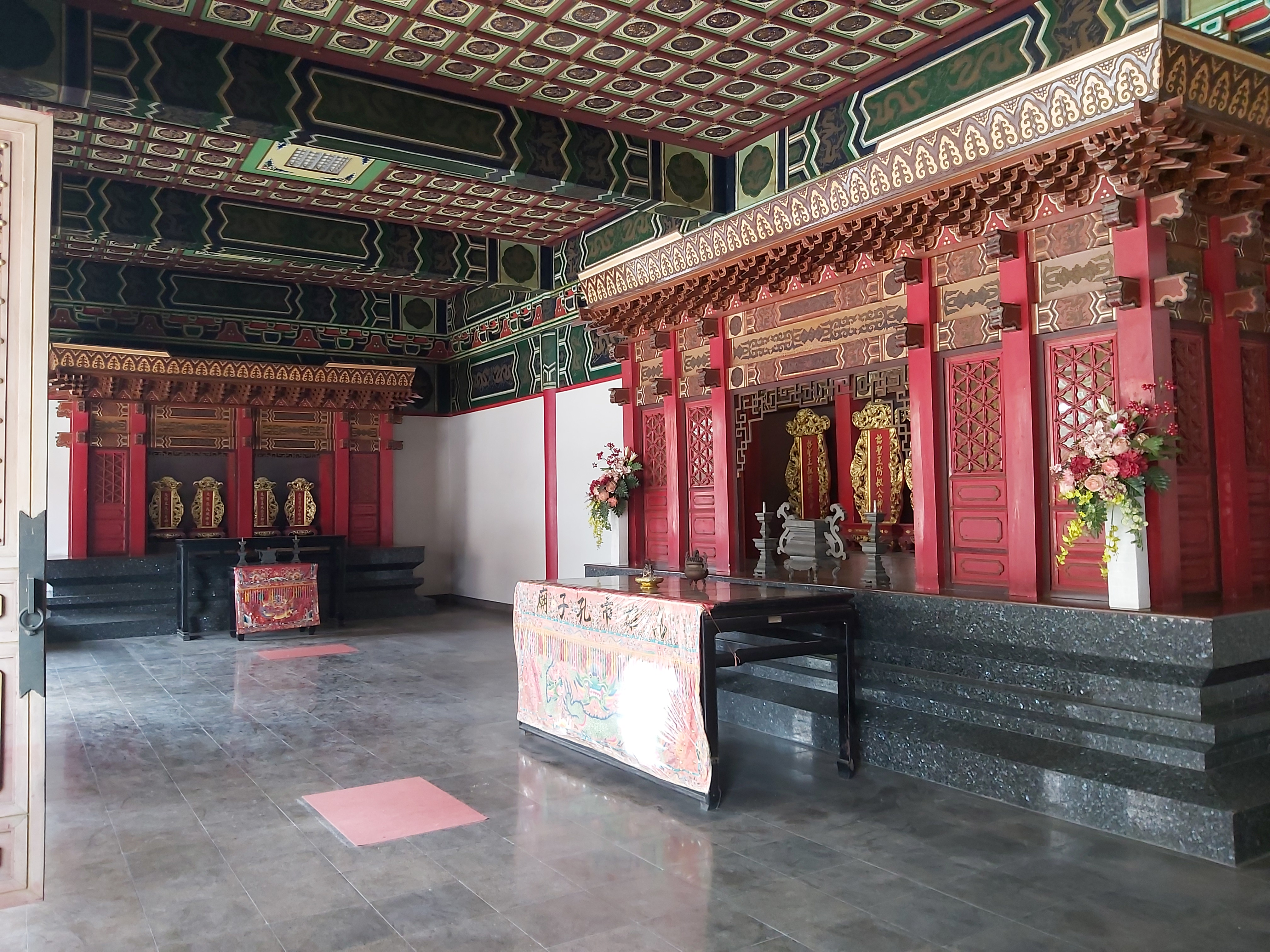
殿內陳設
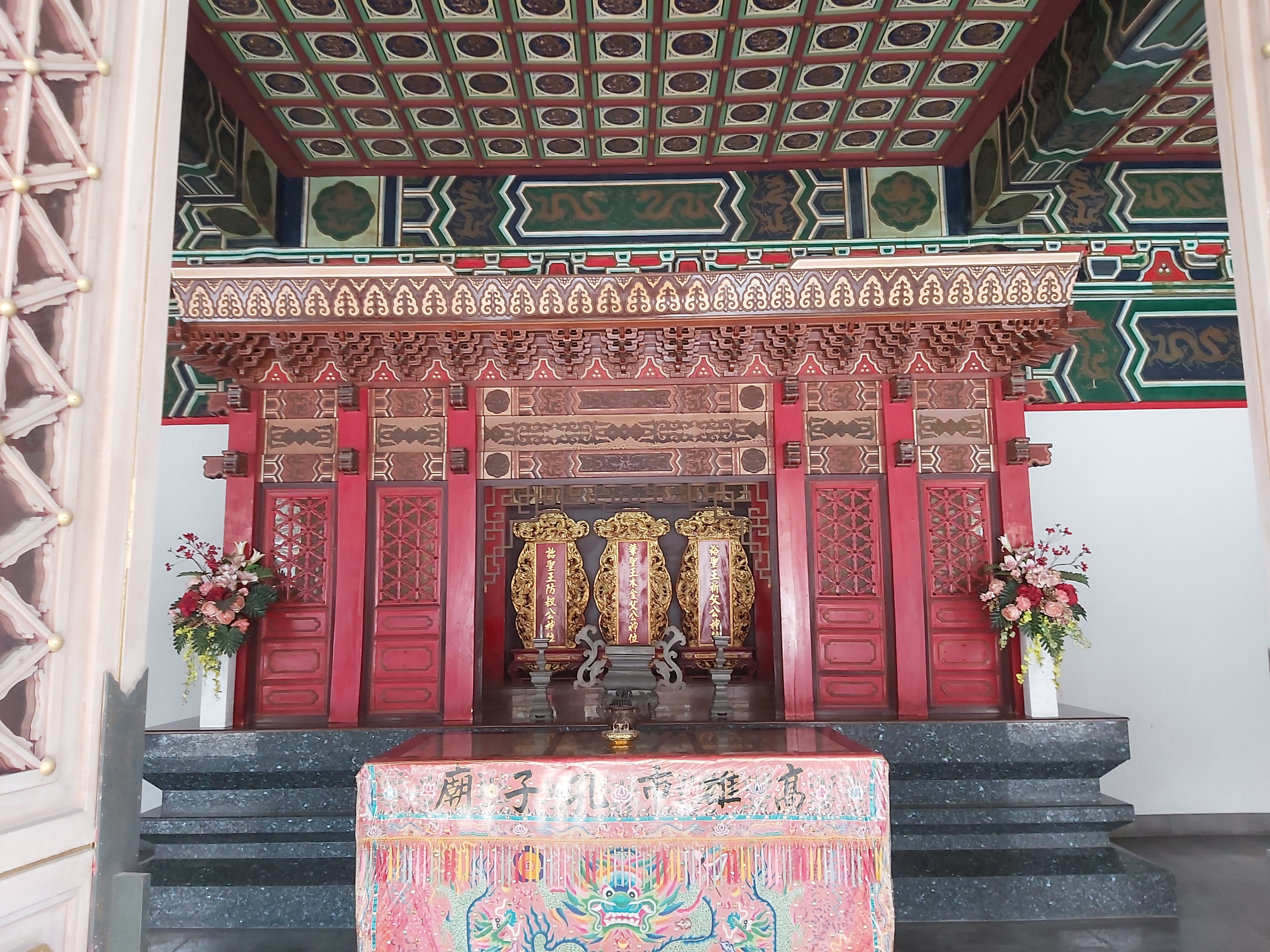
中央龕：肇聖王木金父公、裕聖王祁父公、詒聖王防叔公、昌聖王伯夏公與啟聖王叔梁紇公神位
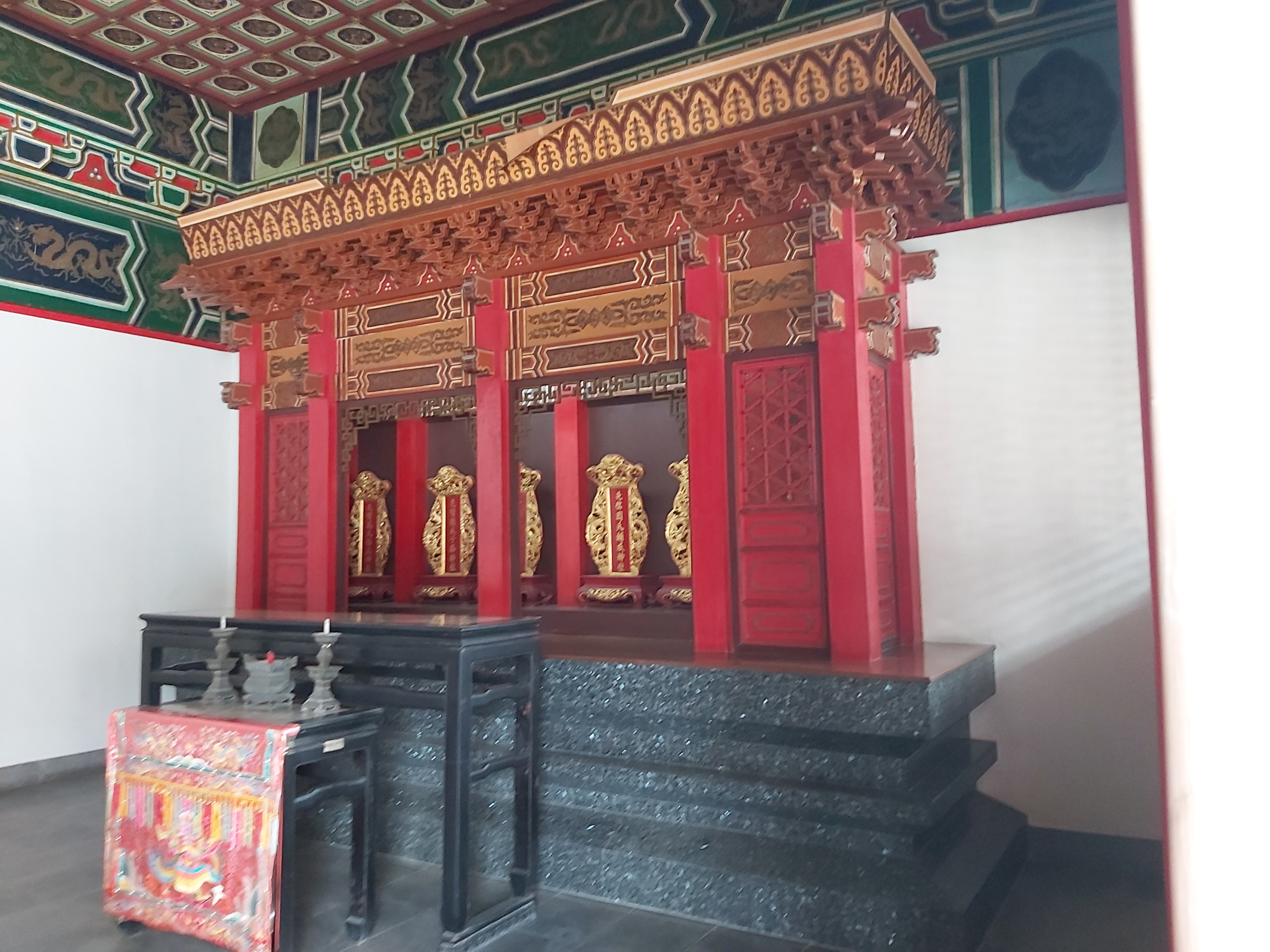
東、西龕：顏無繇、曾點、孔鯉、孟孫激、周輔成、張迪、程珦、朱松以及蔡元定神位

### 兩廡
大成殿兩側分別為東、西兩廡享堂，奉祀含孔子弟子在內等歷代先賢、先儒神位，其中：東廡先賢四十位、先儒三十八位，西廡先賢三十九位、先儒三十八位；走廊建築以紅柱墨礎為基底，每條橫樑上皆飾有兩對金龍，層層往後延伸。

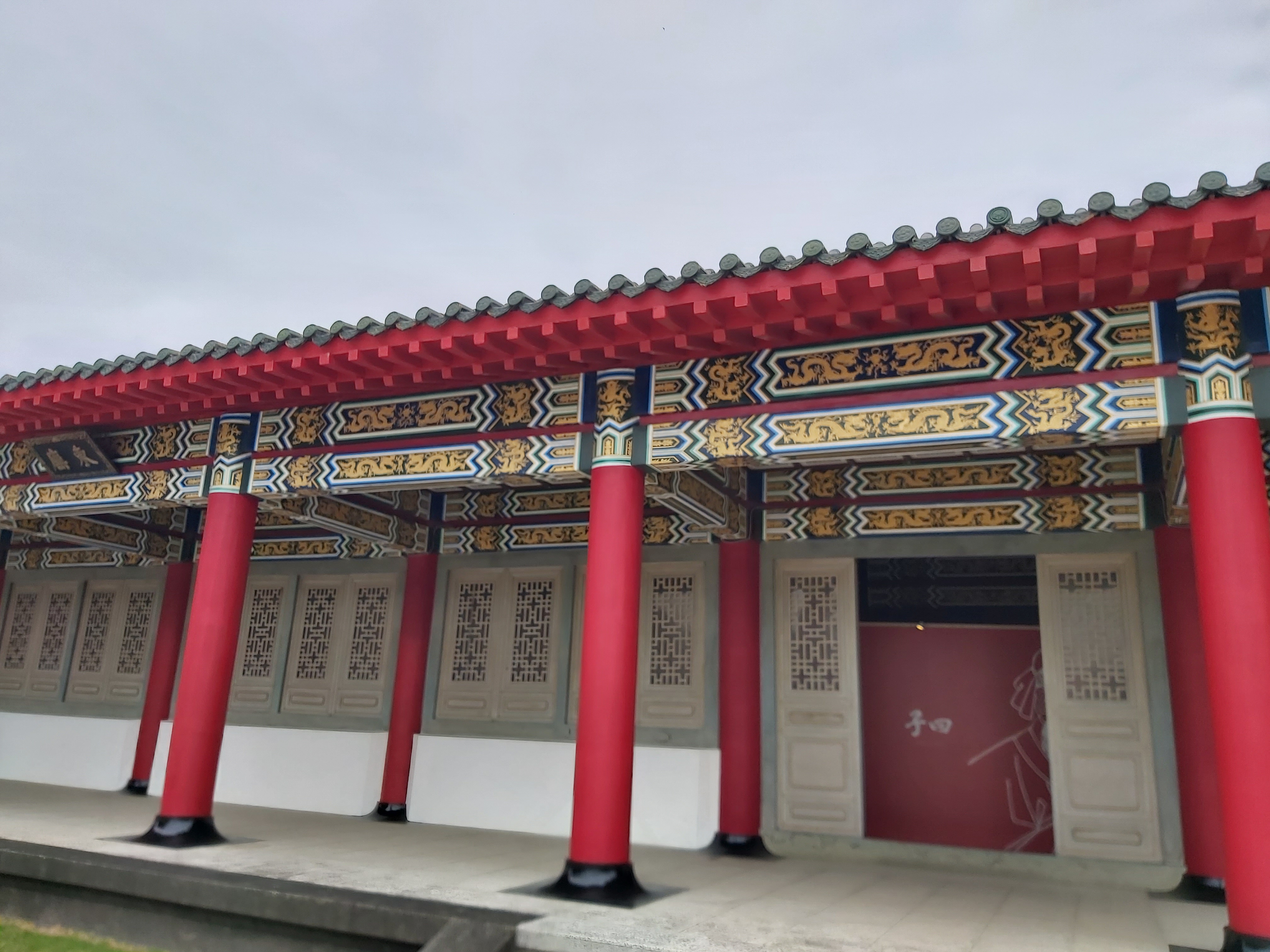
東廡
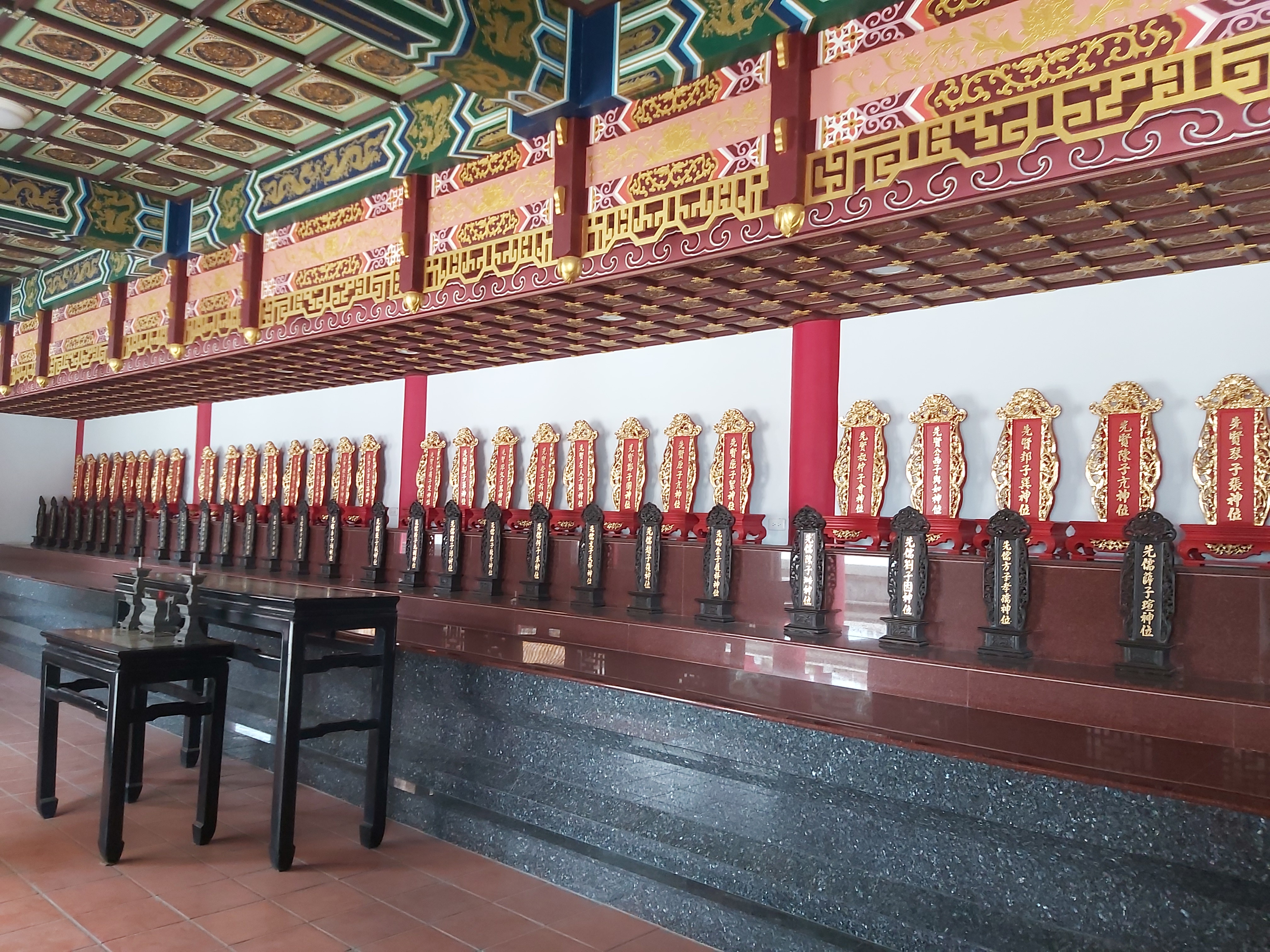
東廡先賢先儒神位
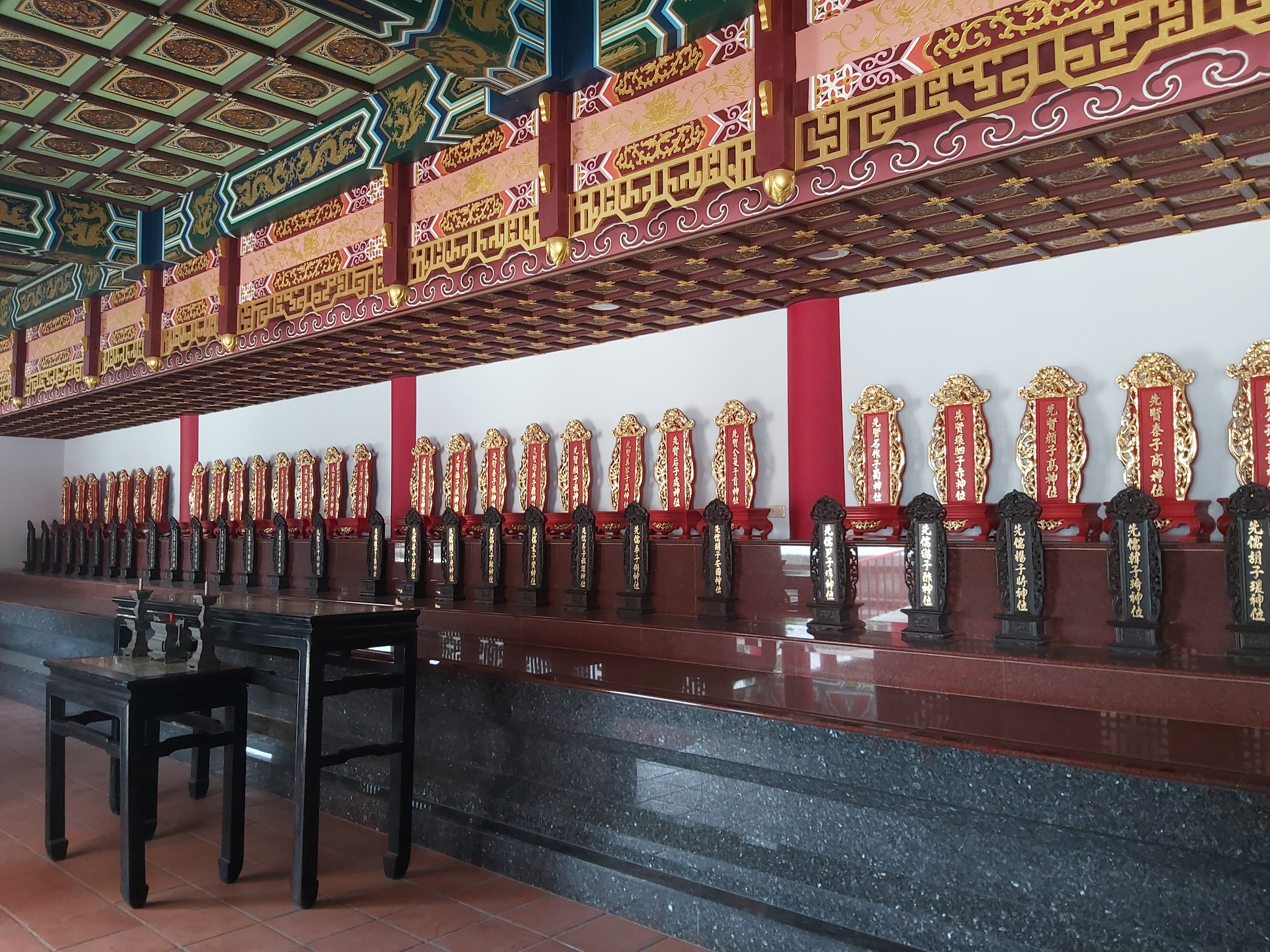
西廡先賢先儒神位
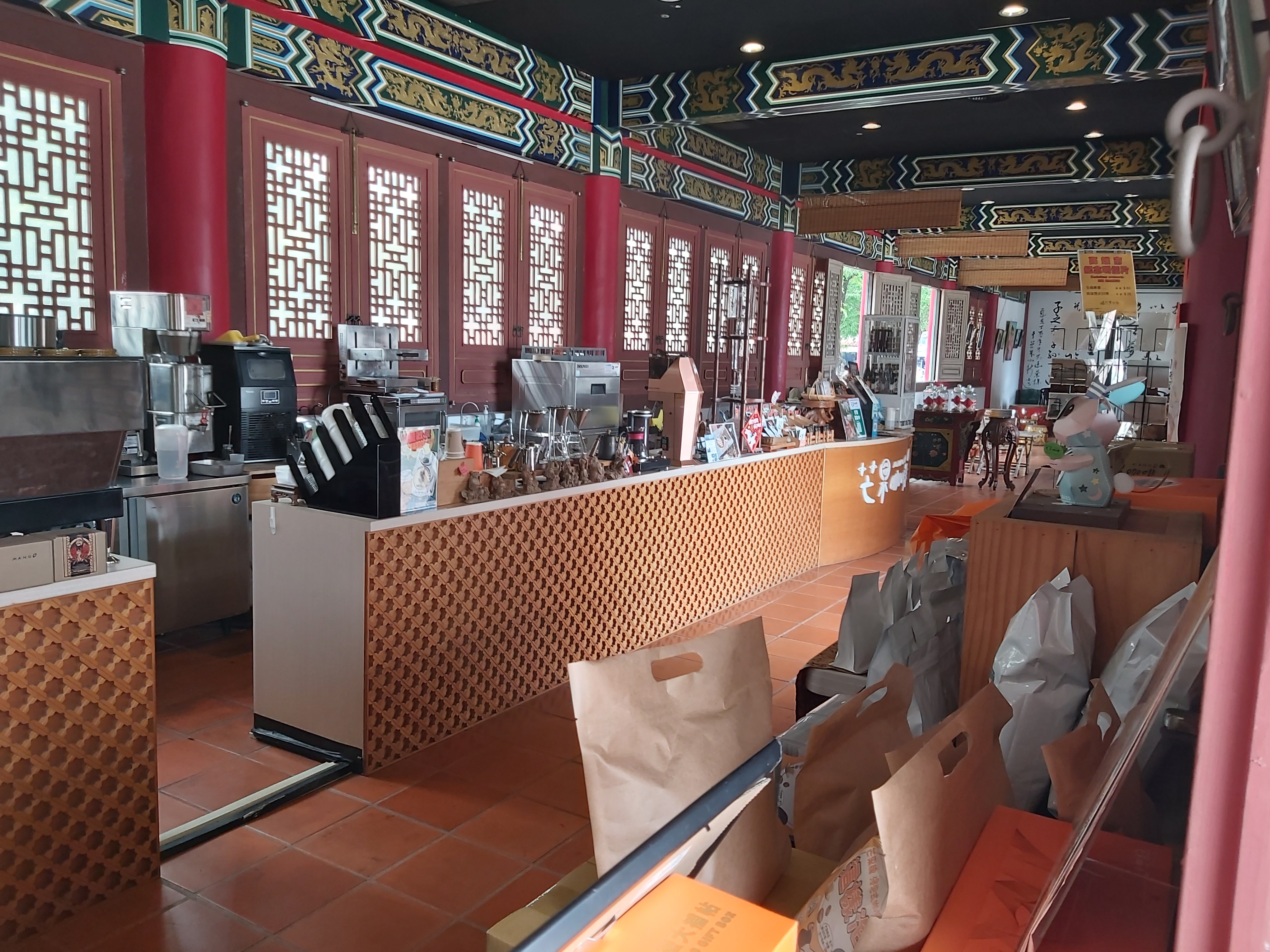
西廡「芒果咖秋」咖啡座與販賣部

### 門樓
左營孔廟中軸線上的主要門坊包括大成門與櫺星門二門，以及一旁的禮門、義路和泮宮等三坊。中國傳統上的櫺星門、大成門只有在祭孔釋奠時才使用，禮成後則長年關閉，平時進出孔廟的人則由禮門坊與義路坊通行。

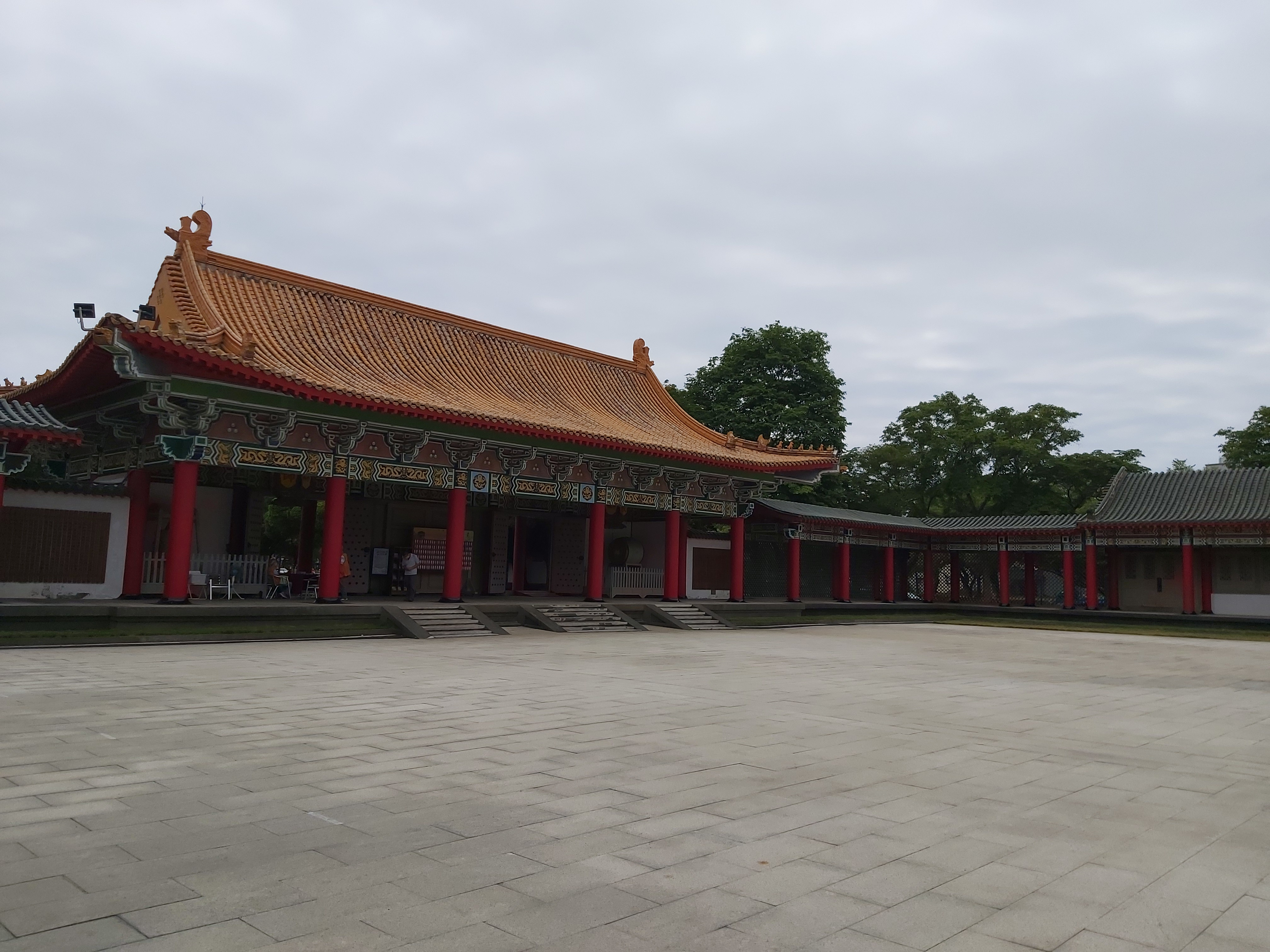
大成門
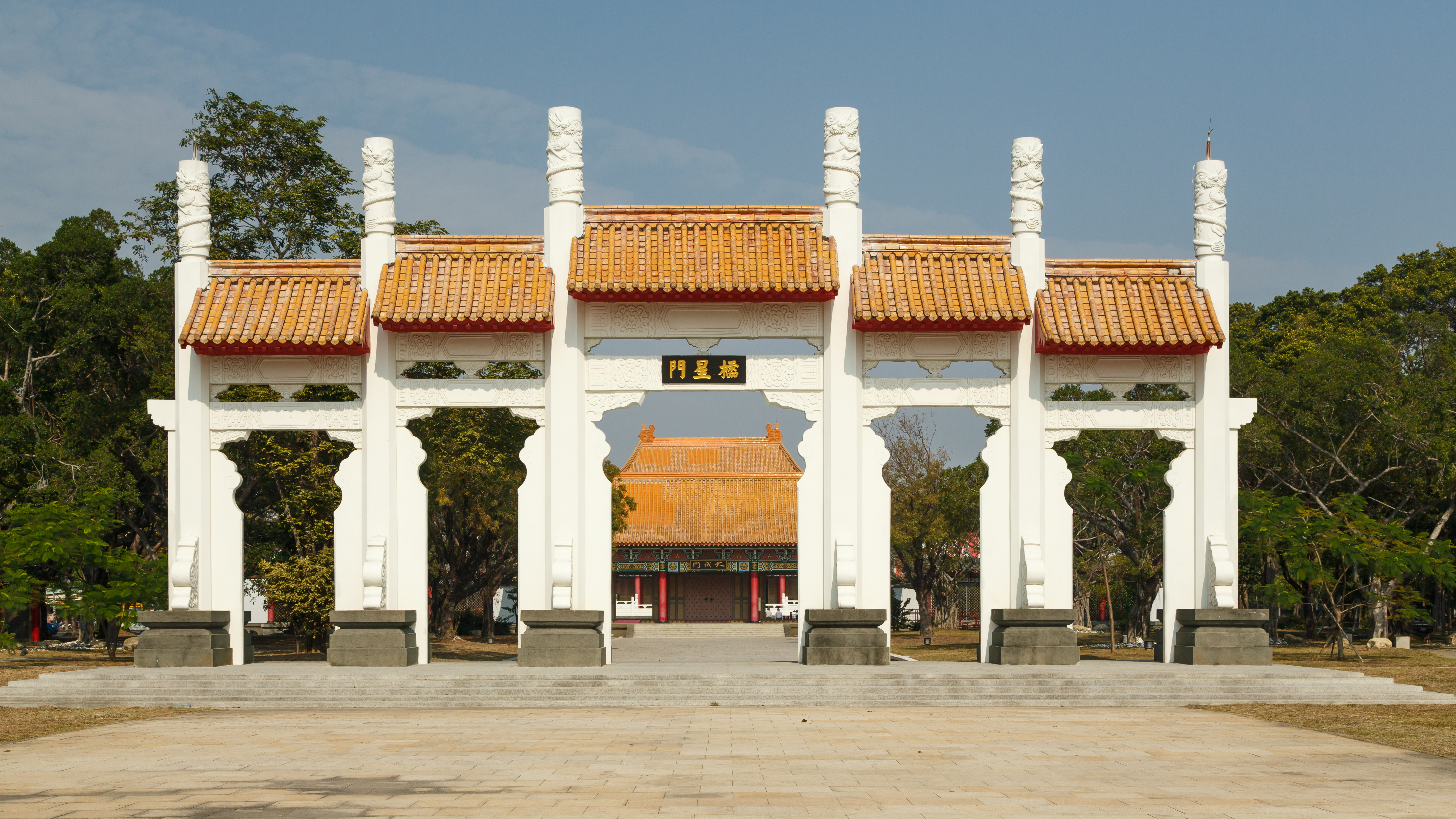
櫺星門
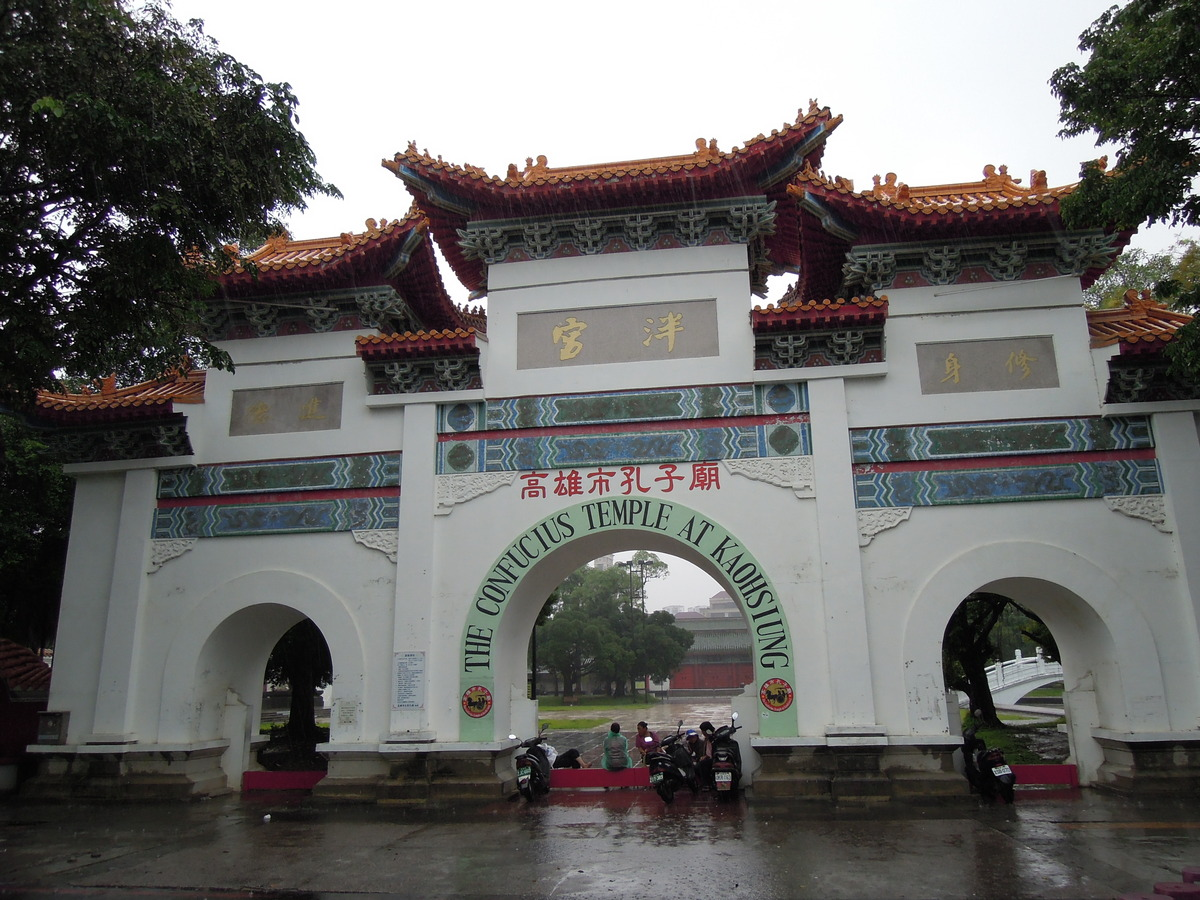
泮宮坊
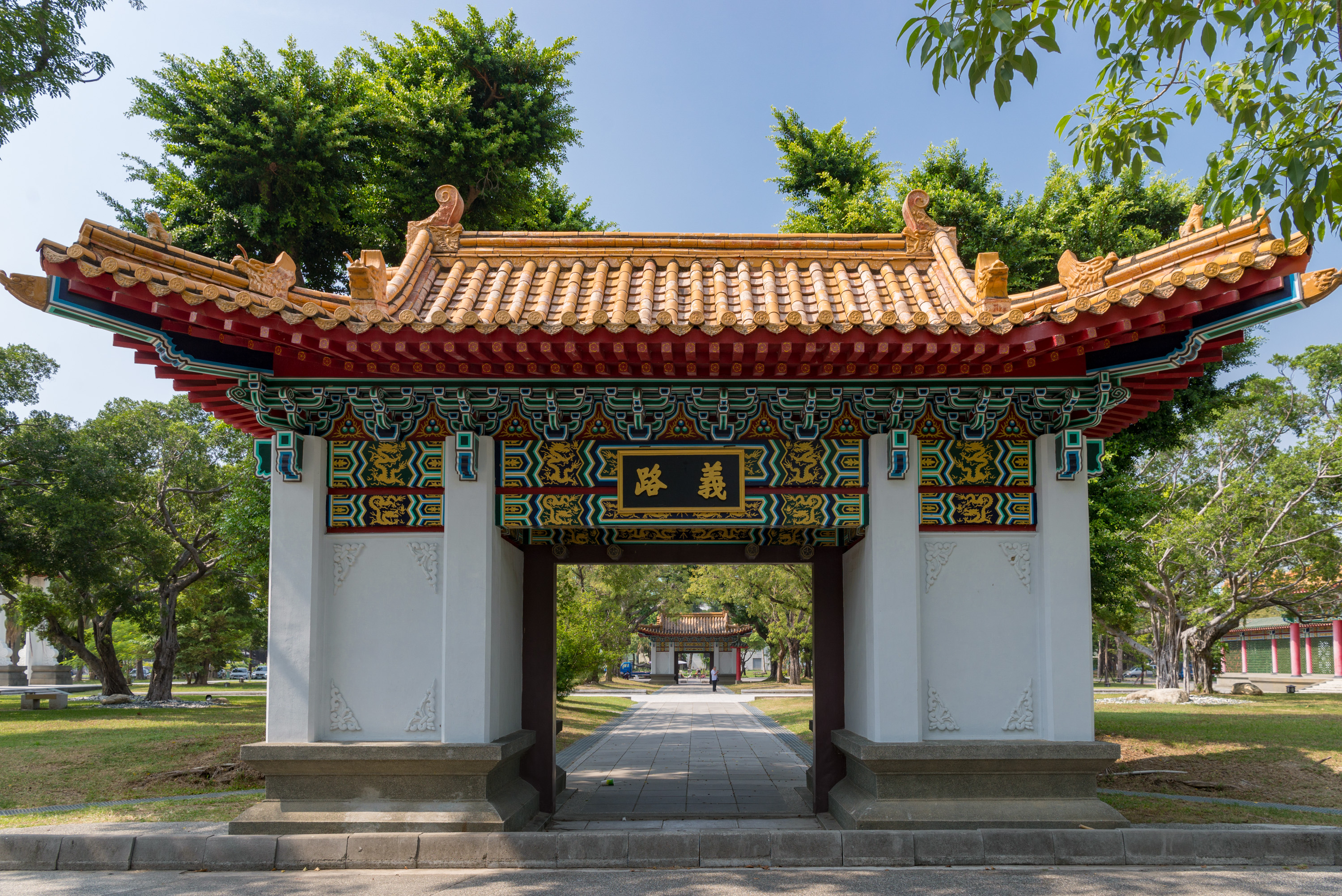
禮門、義路坊

### 其他
位於黌門內的明倫堂懸立於蓮池潭邊，「明倫堂」乃舊時孔廟「學廟合一」背景下的學堂建築，另附設有書院及文昌祠（附名宦祠、鄉賢祠）等設施。

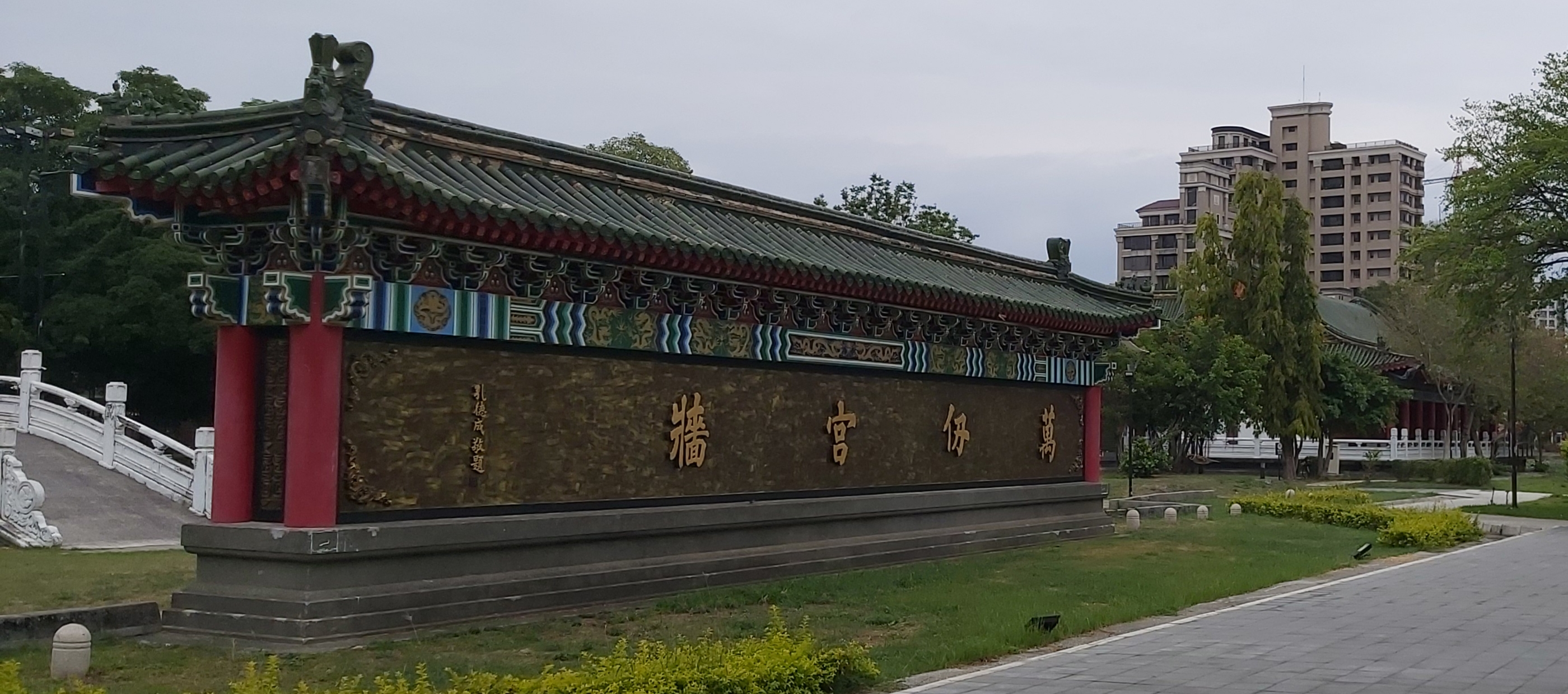
萬仞宮牆與明倫堂
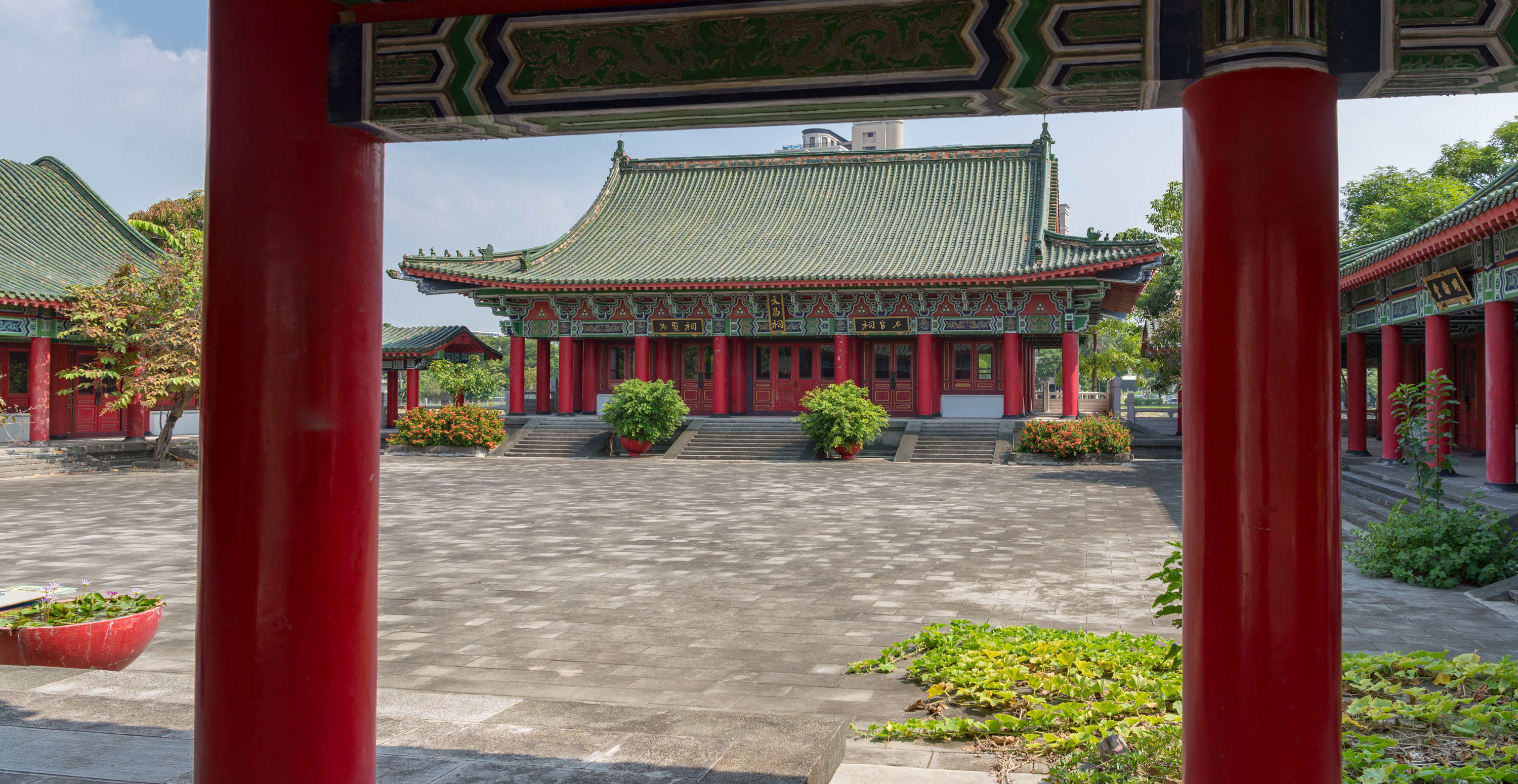
文昌祠
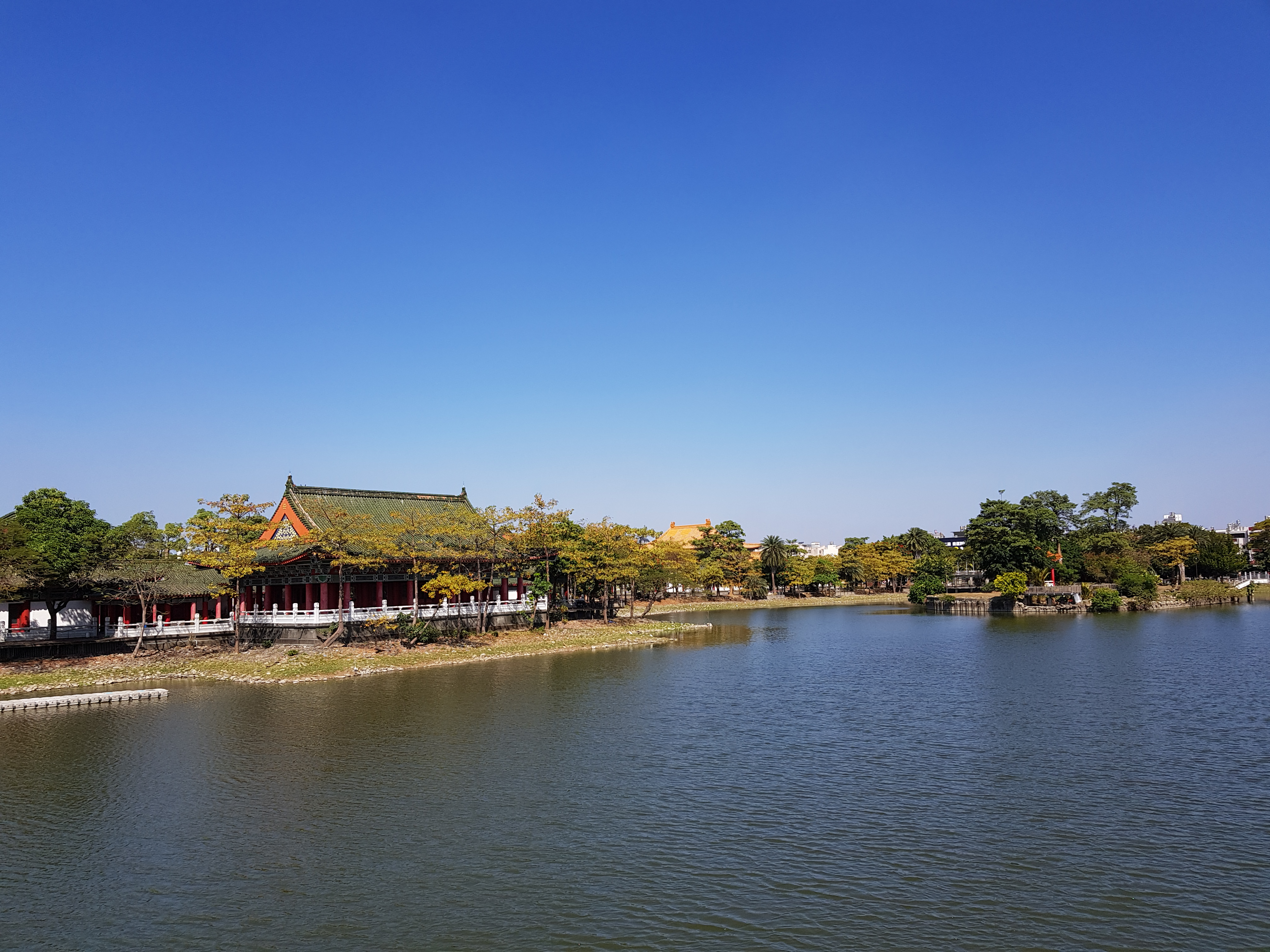
書院
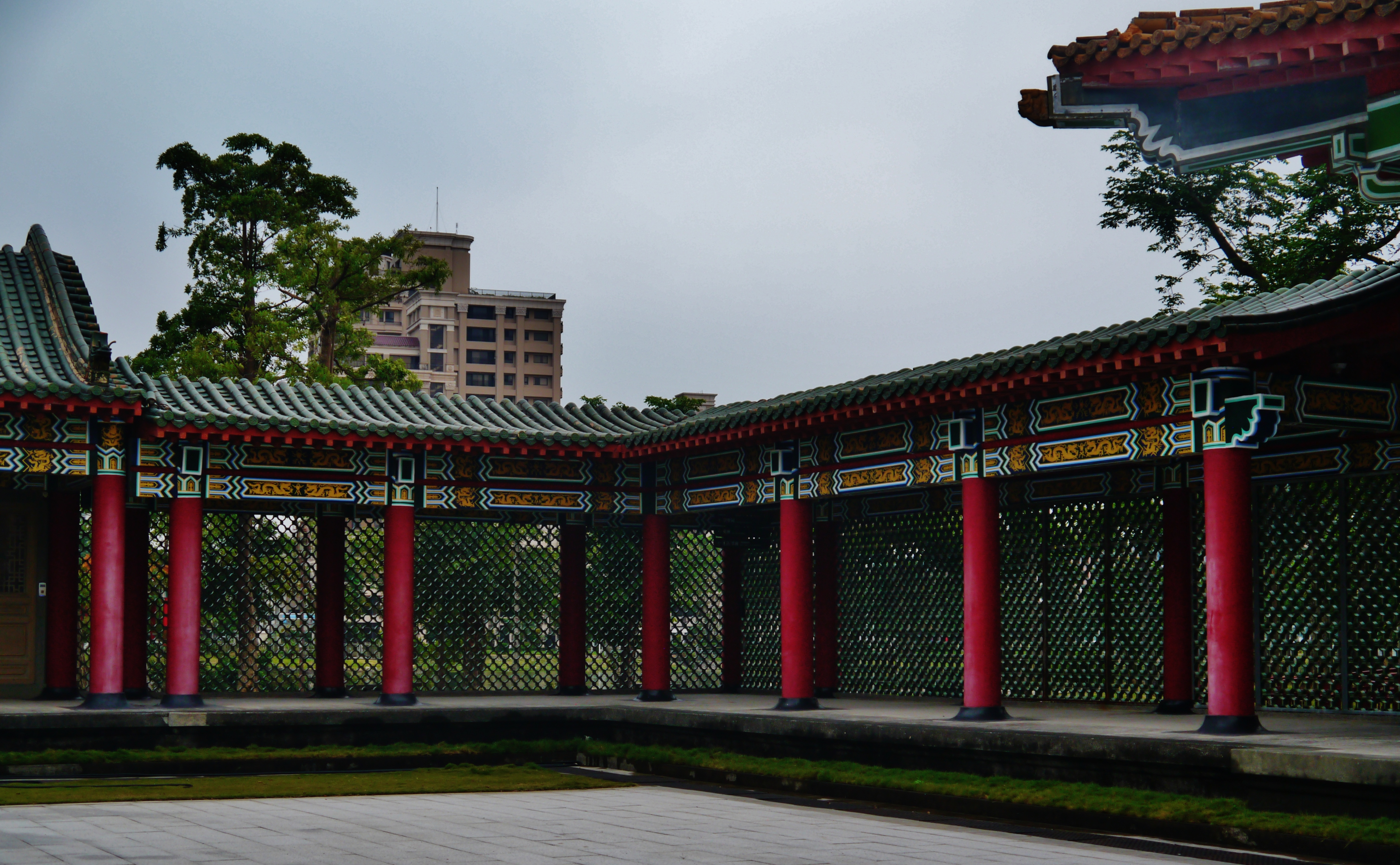
迴廊

## 外部連結
- 高雄市左營孔子廟 facebook
- 高雄市左營孔子廟官網 （页面存档备份，存于）